# Campionati svizzeri di sci alpino 1989
Ai Campionati svizzeri di sci alpino 1989 furono assegnati i titoli di discesa libera, supergigante, slalom gigante, slalom speciale e combinata, sia maschili sia femminili; oltre agli sciatori svizzeri, poterono concorrere al titolo anche gli sciatori di nazionalità liechtensteinese.

## Risultati
| Specialità      | Uomini            | Donne           |
| --------------- | ----------------- | --------------- |
| Discesa libera  | Franz Heinzer     | Michela Figini  |
| Supergigante    | Pirmin Zurbriggen | Zoë Haas        |
| Slalom gigante  | Pirmin Zurbriggen | Vreni Schneider |
| Slalom speciale | Patrick Staub     | Vreni Schneider |
| Combinata       | Pirmin Zurbriggen | Marlis Spescha  |